# Tommy Milton

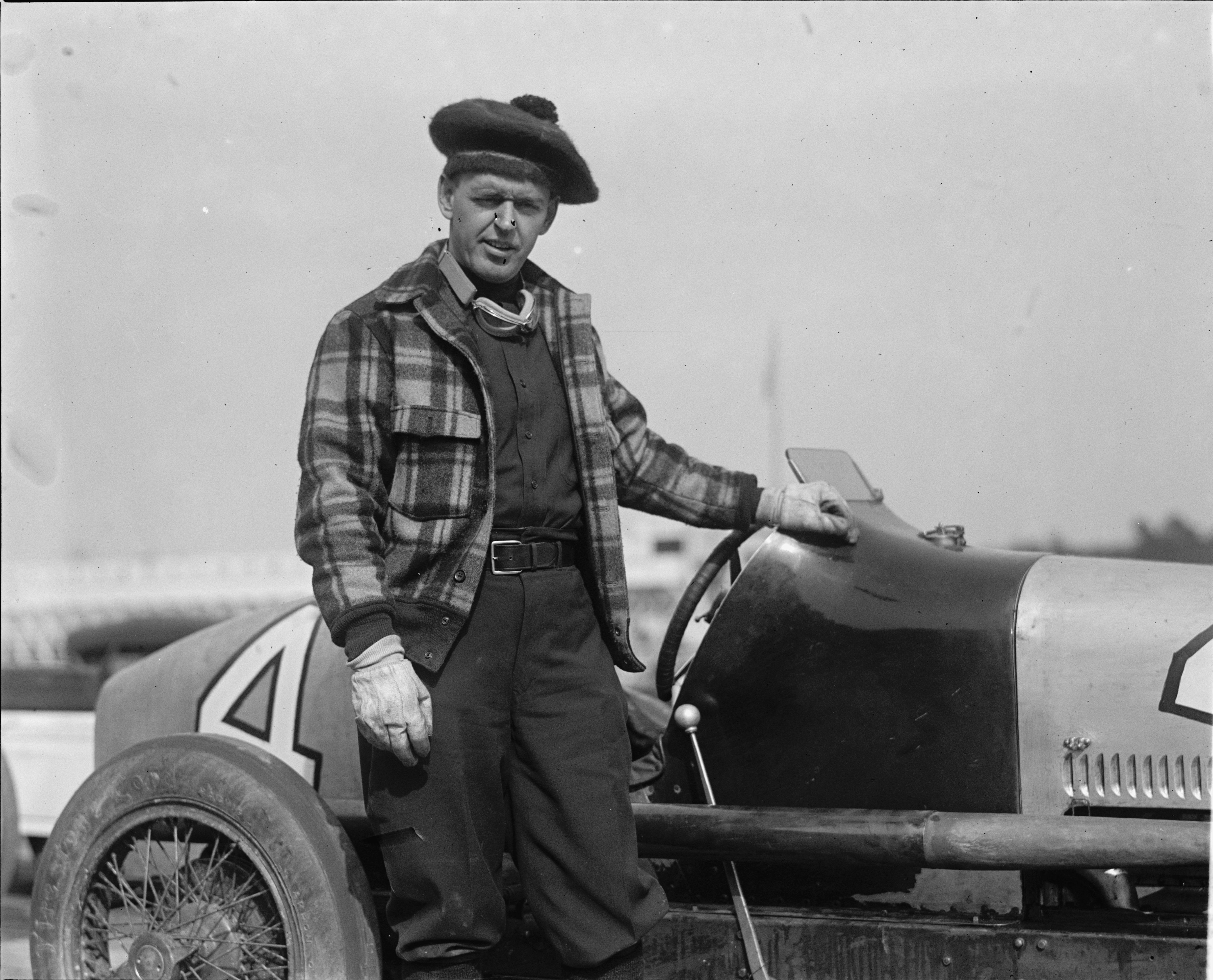
Tommy Milton fotografiado en 1925

Thomas "Tommy" Milton (St. Paul, Minnesota, Estados Unidos, 14 de noviembre de 1893–10 de julio de 1962) fue un piloto de automovilismo estadounidense. Ganó las 500 Millas de Indianápolis de 1921 y 1923, y un total de 20 carreras del Campeonato Nacional de la AAA. Se coronó campeón en 1921, y subcampeón en 1920, 1922 y 1925.

## Carrera deportiva
Milton comenzó a correr en óvalos de tierra en 1914. En 1916 debutó en el Campeonato Nacional de la AAA, donde logró un segundo puesto, un tercero y un cuarto en nueve carreras, quedando así séptimo en la tabla de puntos.
Durante la Primera Guerra Mundial, el piloto siguió corriendo en la AAA aunque no se realizaban campeonatos. En 1917 obtuvo dos victorias y cuatro segundos lugares, en 1918 logró una victoria y un tercer lugar en cuatro apariciones, y en 1919 acumuló cinco triunfos en nueve carreras. Ese año debutó en las 500 Millas de Indianápolis, donde abandonó por falla mecánica.
La AAA volvió a organizar el Campeonato Nacional en 1920. Milton obtuvo una victoria, un segundo puesto y un tercero en las 500 Millas de Indianpolis, por lo que resultó subcampeón por detrás de Gaston Chevrolet, quien venció en Indianápolis.
En 1920 Milton y Murphy superaron por primera vez las 150 mph (240 km/h) de velocidad sobre tierra en el circuito playero de Daytona, al volante de un Duesenberg bimotor. Murphy lo hizo de manera extraoficial, en tanto que Milton lo hizo con la fiscalización de la AAA. Eso motivó que Milton dejara el equipo al final del año.
Milton venció en las 500 Millas de Indianápolis 1921, liderando 90 vueltas luego de que Ralph DePalma abandonara a mitad de carreras. Ese año consiguió un total de tres victorias, cinco segundos lugares y dos terceros en 19 carreras, obteniendo así el título frente a Roscoe Sarles, Eddie Hearne y Jimmy Murphy.
En 1922, logró cuatro victorias y cinco segundos puestos, aunque cuatro de ellas eran cortas. Así, quedó segundo en el campeonato por detrás de Murphy, quien venció en Indianápolis y varias carreras de larga duración.
El piloto logró en 1923 su segundo victoria en las 500 Millas de Indianápolis, contando como piloto de relevo a Howdy Wilcox durante unas 50 vueltas, tras lograr la pole position y liderar 128 vueltas. Sin embargo, a dicho resultado agregó apenas un sexto puesto en ocho participaciones, por lo que se ubicó quinto en el campeonato.
En las nueve carreras de 1924, Milton acumuló un triunfo, un segundo puesto y tres terceros. Por tanto, culminó cuarto en el campeonato por detrás de Murphy, Earl Cooper y Bennett Hill.
Milton logró en 1925 dos victorias, un segundo lugar, tres terceros, y un quinto en las 500 Millas de Indianápolis. Así, resultó subcampeón por detrás de Peter DePaolo. El piloto disputó la fecha de Fulford en 1926, y se despidió de la AAA en 1927 con un octavo lugar en las 500 Millas de Indianápolis 1928.
Luego de su retiro como piloto, Milton fue comisario deportivo de las 500 Millas de Indianápolis durante casi una década. Sufrió varios años por las quemaduras que tuvo en un choque en 1919, y se suicidó en 1962.